# Nuestro Cinema
Nuestro Cinema fue una revista de cine publicada entre 1932 y 1935, durante la Segunda República Española, por intelectuales del Partido Comunista Español.
Fundada por Juan Piqueras y con el subtítulo «Cuadernos Internacionales de Valorización Cinematográfica», defendía un «cine proletario», siguiendo un modelo soviético, en detrimento del «cine capitalista», que no representaría de manera certera la realidad. La revista tuvo dos épocas, con colaboradores como Josep Renau o César M. Arconada, entre otros. Propuso, infructuosamente, la fundación de la Federación Española de Cineclubs Proletarios.